# الدميناء (فرع العدين)

تعديل مصدري - تعديل

الدميناء محلة تابعة لقرية مصينعة، التابعة لعزلة بني احمد والثلث بمديرية فرع العدين إحدى مديريات محافظة إب في الجمهورية اليمنية، بلغ تعداد سكانها 182 حسب تعداد اليمن لعام 2004.